# Европейски път E08
Европейски път E08 е европейски автомобилен маршрут от Тромсьо, Норвегия, до Турку, Финландия, с дължина 1410 km.
Трасето на E08 е открито през 1992 г. между Тромсьо и Торнио. В старата система на европейските маршрути, от 1962 г. пътят има обозначение Е78. Е08 е продължен от Торнио до Турку през 2002 г. В старата система тази част е използвана до 1985 г. (в северните страни – до 1992 г.), а Е08 по-рано е обозначавал маршрута Лондон – Харуич – Хоек ван Холанд – Хановер – Берлин – Варшава – Брест.
Във Финландия маршрутът върви по следните пътища:
- Шосе 21, Килписярви – Торнио
- Шосе 29, Торнио – Кеминмаа
- Шосе 4, Кеминмаа – Лиминка
- Шосе 8, Лиминка – Турку

Трасето минава през следните градове:
- Тромсьо
- Шиботн
- Муонио
- Торнио
- Кеминмаа
- Кеми
- Оулу
- Лиминка
- Раахе
- Калайоки
- Кокола
- Вааса
- Пори
- Раума
- Турку